# Pallacanestro Broni 93 2008-2009
La Pallacanestro Broni 93 nella stagione 2008-2009 ha preso parte al campionato di Serie A2. La comunitaria è la tedesca Katharina Fikiel. Si classifica al decimo posto al termine della stagione regolare, dovendo così disputare i play-out. Al primo turno viene sconfitta 2-0 da San Martino di Lupari. Al secondo turno è sconfitta 2-1 da Biassono, retrocedendo così in Serie B.